# 黄澄如
黄澄如（1926年1月—2020年7月15日），女，浙江吴兴人。中国儿科医学家、教育家。首都医科大学附属北京儿童医院外科主任医师、教授、硕士研究生导师。

## 生平
1950年毕业于北京大学医学院，在大连医学院外科工作，担任住院医生及助教。1956年入职北京儿童医院（1994年更名为首都医科大学附属北京儿童医院）外科。1972年参与成立小儿泌尿外科学组，正式拉开了中华人民共和国小儿泌尿外科学科发展的序幕。1982年至1983年，在澳大利亚墨尔本蒙纳士大学及皇家儿童医院访学。
2018年3月7日，黄澄如亮相中国中央电视台科学教育频道（CCTV-10）人物访谈栏目《大家》。
2020年7月15日17时30分在京逝世，享年94岁。

## 著作
- 黄澄如 (编). . 北京: 人民卫生出版社. 2006. ISBN 7-117-06999-6.
- 黄澄如 (编). . 济南: 山东科学技术出版社. 1996. ISBN 7-5331-1647-X.